# Aeroporto de Bilbau
O aeroporto de Bilbao (IATA: BIO, ICAO, LEBB) se situa na cidade de Loiu e serve principalmente a cidade de Bilbau na Espanha. O novo terminal de passageiros foi projetado por Santiago Calatrava.

## Arquitetura
O projeto do terminal de passageiros para muitos pode parecer que sua forma compreende um pássaro preparando-se para voar, portanto o aeroporto é chamado pelos habitantes locais de La Paloma, que em português quer dizer "A Pomba".

## Infraestrutura
- 2 pistas de aterrissagem
- Pista 12-30 2.600 metros
- Pista 10-28 2.000 metros

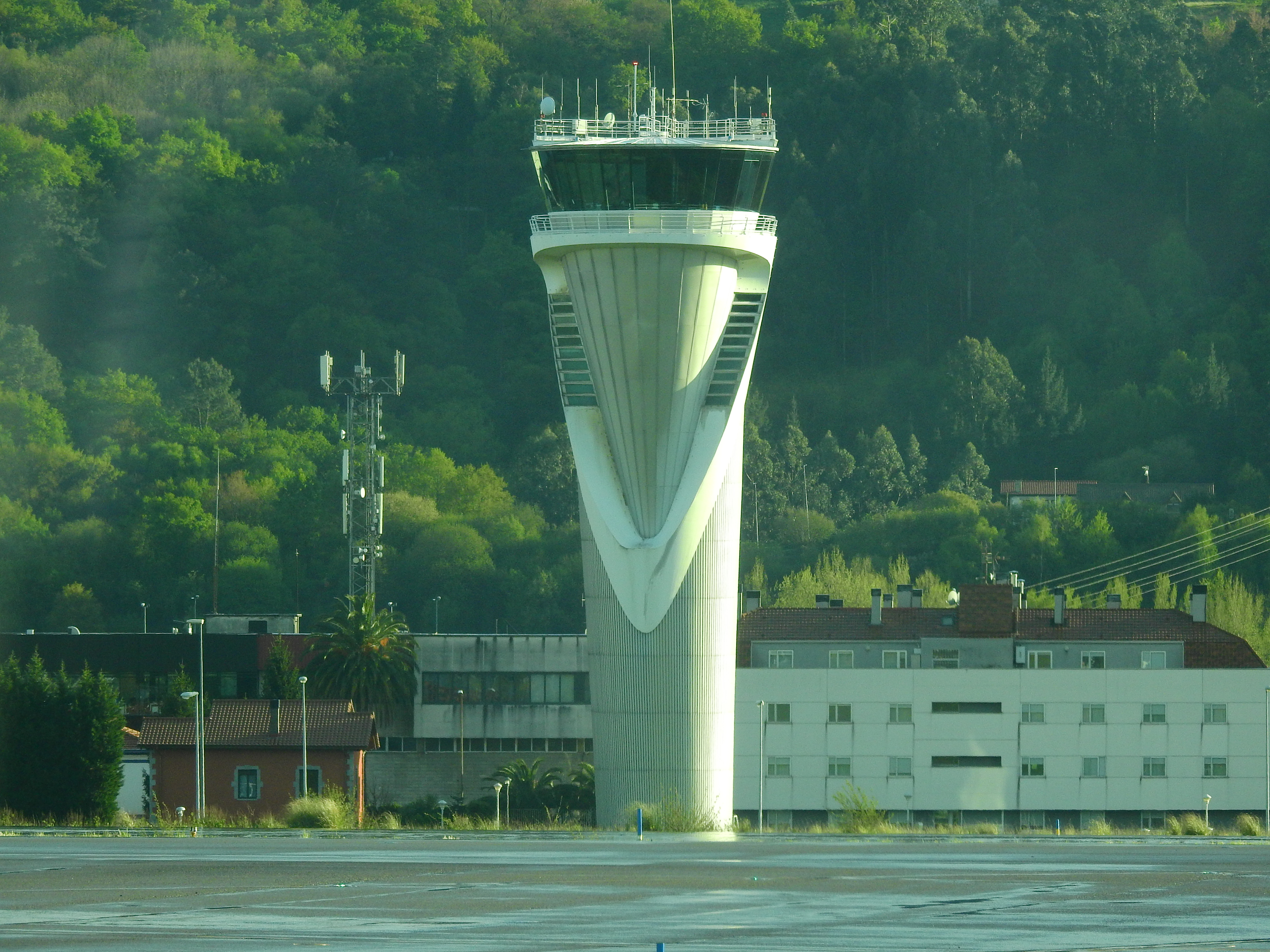
Torre de control

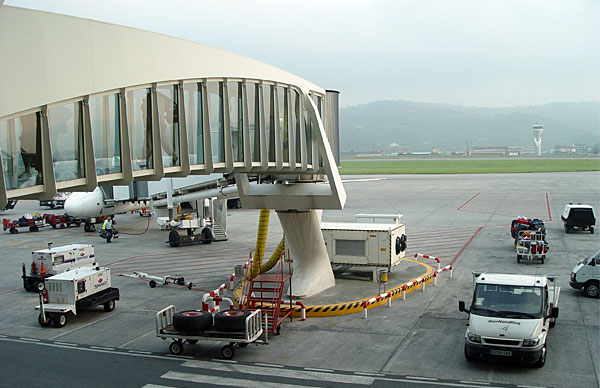
Finger

- Plataforma Norte:20 posições de estacionamento
- Plataforma Sul:11 posições de estacionamento
- Novo Terminal de Passageiros
- 36 balcões de Check-In
- Doze portas de embarque
- Sete cintas de bagagem
- Antigo terminal de passageiros
- Oficinas
- Terminal de Cargas, Zona Industrial e Zona de Aviação Geral
- 3 estacionamentos
- Geral 3000 vagas
- Expresso menos de 30 minutos 37 vagas
- P2 - longa estadia

## Destinos
- Alemanha: Düsseldorf (Lufthansa operado por Eurowings), Frankfurt am Main (Lufthansa), Munique (Lufthansa) e Stuttgart (Lufthansa operado por Contact Air).
- Bélgica: Bruxelas (Brussels Airlines).
- Croácia: Dubrovnik (Air Nostrum, sazonal).
- Espanha: Alicante (Air Nostrum), Almería (Air Europa, sazonal), Barcelona (Vueling), Fuerteventura (Air Europa), Gran Canaria (Air Europa), Ibiza (easyJet, sazonal e Vueling, sazonal), Jerez de la Frontera (Air Nostrum, estacional), La Coruña (Air Nostrum), Lanzarote (Air Europa), La Palma (Air Europa, sazonal), Madri-Barajas (Iberia LAE), Málaga (Vueling), Menorca (Air Europa, sazonal, Air Nostrum, sazonal e Vueling, sazonal), Palma de Mallorca (Air Europa, Air Nostrum, sazonal e Vueling, sazonal), Santiago de Compostela (Air Nostrum), Sevilla (Air Nostrum y Vueling), Tenerife Norte (Air Europa), Tenerife Sul (Air Europa, sazonal), Valencia (Air Nostrum) e Vigo (Air Nostrum)
- França: París-Charles de Gaulle (Air France operado por Brit Air).
- Irlanda: Dublin (Aer Lingus, sazonal).
- Itália: Milão-Malpensa (Vueling), e Roma-Fiumicino (easyJet e Vueling).
- Luxemburgo: Luxemburgo (Luxair, sazonal).
- Países Baixos: Amsterdam (Vueling).
- Portugal: Madeira (Air Nostrum, sazonall), Lisboa (TAP Portugal).
- Reino Unido: Londres-Heathrow (Vueling) e Londres-Stansted (easyJet).
- Tunísia: Túnis-Cartago (Tunisair) e Monastir (Tunisair, sazonall).
- Turquia: Istambul (Turkish Airlines)

## Estatísticas anuais
| Ano  | Passageiros | Estatísticas |
| ---- | --- | --- |
| 2001 | 2 491 770 | Esta página contém um gráfico que utiliza a extensão <graph> . A extensão está temporariamente indisponível e será reativada quando possível. Para mais informações, consulte o ticket T334940 . |
| 2002 | 2 463 698 | Esta página contém um gráfico que utiliza a extensão <graph> . A extensão está temporariamente indisponível e será reativada quando possível. Para mais informações, consulte o ticket T334940 . |
| 2003 | 2 850 524 | Esta página contém um gráfico que utiliza a extensão <graph> . A extensão está temporariamente indisponível e será reativada quando possível. Para mais informações, consulte o ticket T334940 . |
| 2004 | 3 395 773 | Esta página contém um gráfico que utiliza a extensão <graph> . A extensão está temporariamente indisponível e será reativada quando possível. Para mais informações, consulte o ticket T334940 . |
| 2005 | 3 843 953 | Esta página contém um gráfico que utiliza a extensão <graph> . A extensão está temporariamente indisponível e será reativada quando possível. Para mais informações, consulte o ticket T334940 . |
| 2006 | 3 876 072 | Esta página contém um gráfico que utiliza a extensão <graph> . A extensão está temporariamente indisponível e será reativada quando possível. Para mais informações, consulte o ticket T334940 . |
| 2007 | 4 286 751 | Esta página contém um gráfico que utiliza a extensão <graph> . A extensão está temporariamente indisponível e será reativada quando possível. Para mais informações, consulte o ticket T334940 . |
| 2008 | 4 172 903 | Esta página contém um gráfico que utiliza a extensão <graph> . A extensão está temporariamente indisponível e será reativada quando possível. Para mais informações, consulte o ticket T334940 . |
| 2009 | 3 654 957 | Esta página contém um gráfico que utiliza a extensão <graph> . A extensão está temporariamente indisponível e será reativada quando possível. Para mais informações, consulte o ticket T334940 . |
| 2010 | 3 888 969 | Esta página contém um gráfico que utiliza a extensão <graph> . A extensão está temporariamente indisponível e será reativada quando possível. Para mais informações, consulte o ticket T334940 . |
| 2011 | 4 045 613 | Esta página contém um gráfico que utiliza a extensão <graph> . A extensão está temporariamente indisponível e será reativada quando possível. Para mais informações, consulte o ticket T334940 . |
| 2012 | 4 171 092 | Esta página contém um gráfico que utiliza a extensão <graph> . A extensão está temporariamente indisponível e será reativada quando possível. Para mais informações, consulte o ticket T334940 . |
| 2013 | 3 800 789 | Esta página contém um gráfico que utiliza a extensão <graph> . A extensão está temporariamente indisponível e será reativada quando possível. Para mais informações, consulte o ticket T334940 . |
| 2014 | 4 015 352 | Esta página contém um gráfico que utiliza a extensão <graph> . A extensão está temporariamente indisponível e será reativada quando possível. Para mais informações, consulte o ticket T334940 . |
| 2015 | 4 277 725 | Esta página contém um gráfico que utiliza a extensão <graph> . A extensão está temporariamente indisponível e será reativada quando possível. Para mais informações, consulte o ticket T334940 . |
| 2016 | 4 588 265 | Esta página contém um gráfico que utiliza a extensão <graph> . A extensão está temporariamente indisponível e será reativada quando possível. Para mais informações, consulte o ticket T334940 . |
|      | Esta página contém um gráfico que utiliza a extensão <graph>. A extensão está temporariamente indisponível e será reativada quando possível. Para mais informações, consulte o ticket T334940. | |